# Émile Acollas
Émile Acollas, född 1826, död 1891, var en fransk jurist, journalist och socialistledare.
Acollas utnämndes under kommunen 1871 till dekanus för juridiska fakulteten i Paris. Acollas utgav Manuel de droit civil (3 band, 1869) och La déclaration des droits de l'homme commentée (1885).